# خانواده بنت
خانواده بنت (به انگلیسی: Bennet family) یک خانواده داستانی است که توسط رمان‌نویس انگلیسی جین آستن در رمان غرور و تعصب در سال ۱۸۱۳ خلق شده‌است. خانواده بنت متشکل از آقا و خانم بنت و پنج دخترشان، جین، مری، کاترین، لیدیا و الیزابت، شخصیت اصلی رمان است.
داستان این خانواده که در دوران حکومت سلطنتی اتفاق می‌افتد، متعلق به نجیب‌زاده‌های هرتفوردشر است.
روابط پیچیده بین بنت‌ها بر تکامل طرح تأثیر می‌گذارد، زیرا آنها مشکلاتی را که زنان جوان در تلاش برای تضمین آینده‌ای خوب از طریق ازدواج با آن‌ها مواجه می‌شوند، هدایت می‌کنند.